# Linha de sucessão ao trono da Birmânia

A bandeira da monarquia birmanesa.

A linha de sucessão ao trono da Birmânia segue a política da lei salica.
A monarquia na Birmânia foi abolida em 1885 por causa da derrota na terceira guerra anglo-birmanesa e, mais tarde, foi proclamada a república. Por 1962 , o pretendente ao trono é o príncipe Taw Phaya é o descendente do Rei Thibaw Min, o último Rei. Outro pretendente ao trono o príncipe Shwebomin.